# Phare de Carteret
Le phare de Carteret est une maison-phare bâtie sur la falaise du cap de Carteret, sur la commune de Barneville-Carteret dans le département de la Manche. Il peut être visité pendant les périodes de vacances scolaires, les week-end et jours fériés.

## Historique
Le phare est édifié en 1837 sur la falaise du cap de Carteret. Constitué d'une tour carrée sur un bâtiment rectangulaire en maçonnerie de pierres apparentes, il est inauguré le 1er juillet 1839.
En 1870, sont ajoutées deux maisons pour les gardiens.
Entre 1924 et 1932, le feu est alimenté à la vapeur de pétrole et électrifié en 1937 puis entièrement automatisé en 1976 bien qu'il soit encore gardienné aujourd'hui. Le sémaphore et la station radar sont détruits par un bombardement de l'aviation alliée en 1944, quinze jours avant le débarquement, ruiné il laisse place à un nouveau sémaphore inauguré en 1985. Le phare, gravement endommagé, est restauré sur les mêmes plans et fonctionne à nouveau le 25 février 1946,.

## Fonctionnement

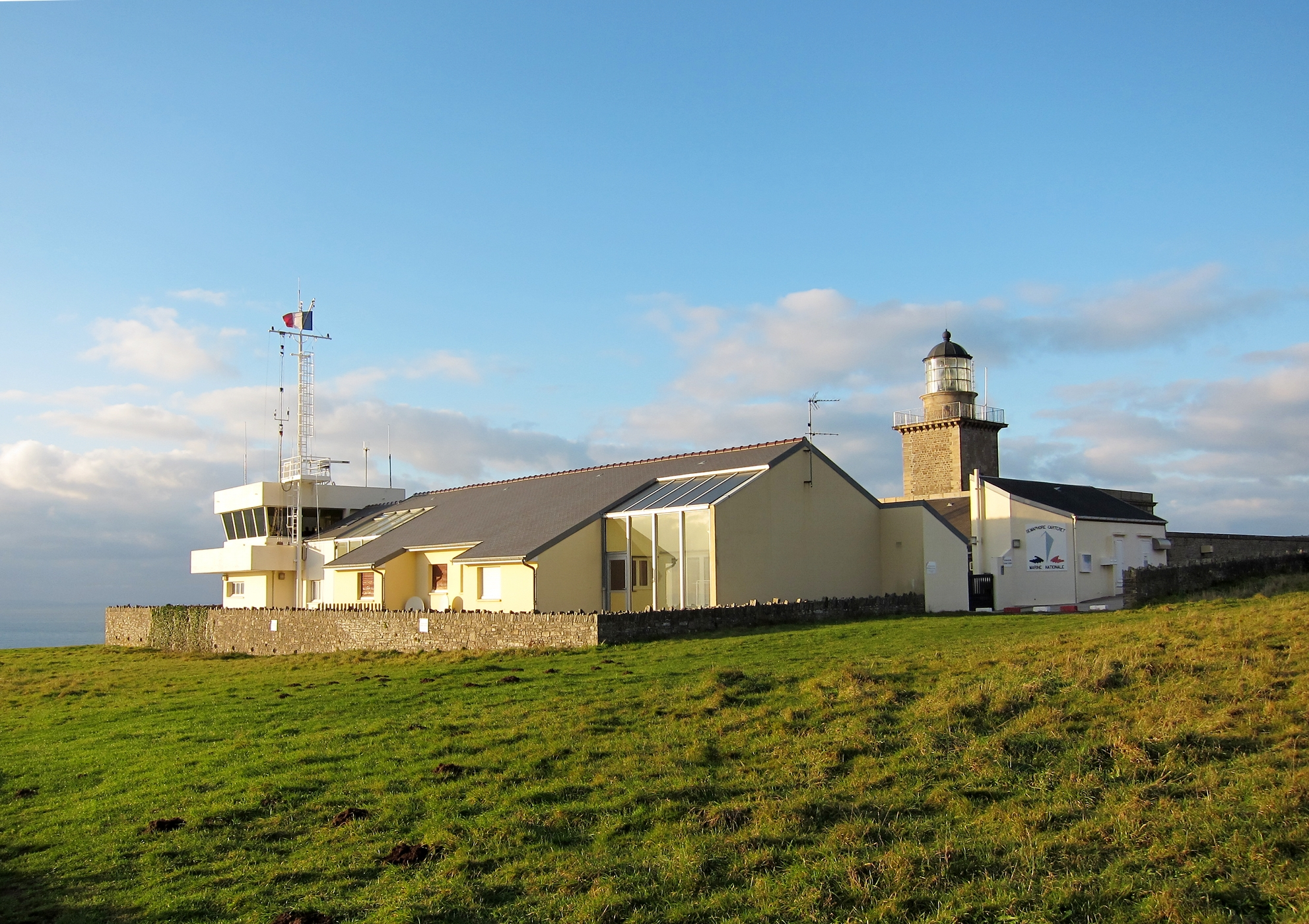
Le phare et le poste de radio-communication de la Marine nationale française.

Le phare de Carteret a été construit pour guider les navires jusqu'au port de Carteret et signaler la présence du cap et ses dangers. Situé au sommet du cap pour une meilleure visibilité, sa lanterne est à 80 mètres d'altitude. Son éclairage est assuré par une lampe halogène d'une puissance de 650 W. Ses périodes d'éclats sont 2+1, c'est-à-dire 1 éclat 2 secondes d'obscurité, 1 éclat 5 secondes d'obscurité, 1 éclat 5 secondes d'obscurité, notées de façon abrégée dans les instructions nautiques : 3é, 15s et en norme internationale Fl(2+1) W.15s. Sa portée par temps clair est de 26 milles nautiques (environ 48 kilomètres).
Le phare est encore gardé par un agent électromécanicien également chargé de la surveillance et de l'entretien des feux du port. Jusque dans les années 2010, une corne de brume dans la guérite de la batterie côtière se déclenchait par la perte d'un signal lumineux entre le phare et la jetée, démontée, elle est visible sur le parking du phare.